# Alexander Becker (Unternehmer)

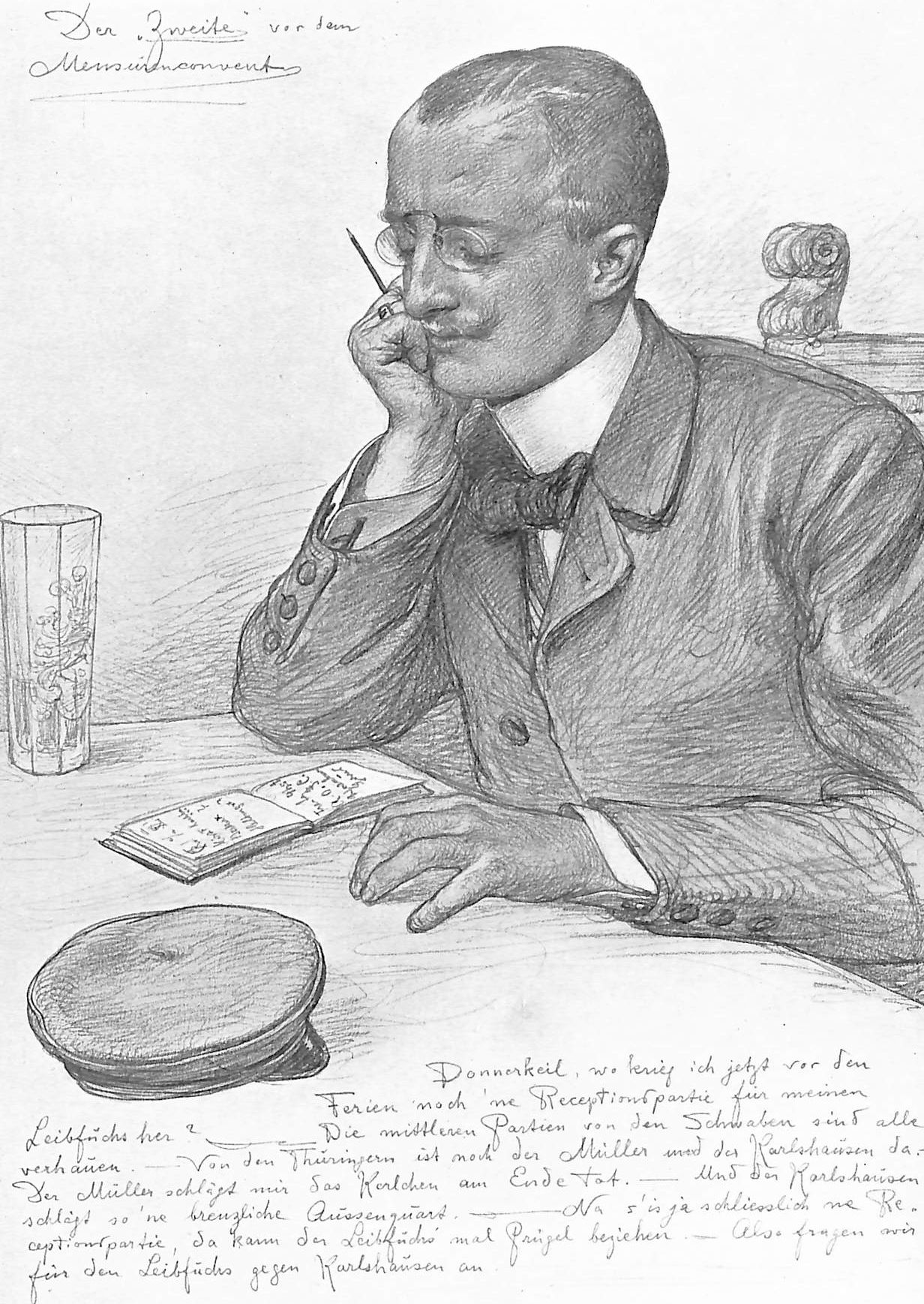
Alexander Becker im Corps Rhenania Freiburg, 1902, Zeichnung von Christian Wilhelm Allers

Alexander Becker (* 24. August 1878 in Gelnhausen; † 25. Februar 1939 in Frankfurt am Main) war ein deutscher Unternehmer. Er war Vorstandsmitglied der Metallgesellschaft Aktiengesellschaft in Frankfurt am Main und Aufsichtsratsmitglied zahlreicher Unternehmen, darunter der Chemischen Fabrik Budenheim.

## Leben
Er war ein Schulfreund des Industriellensohns Richard Merton, der ihn förderte. Im Jahre 1910 wurde Alexander Becker stellvertretender Vorstandsmitglied bzw. stellvertretender Direktor der Metallbank und Metallurgischen Gesellschaft in Frankfurt am Main, in die er in seinem 27. Lebensjahr eingetreten war. 1920 erfolgte seine Ernennung zum ordentlichen Vorstandsmitglied und Direktor. Als 1928 die Fusion zur Metallgesellschaft Aktiengesellschaft erfolgte, wurde Alexander Becker deren ordentliches Vorstandsmitglied. Die Metallgesellschaft hatte sich zunächst auf den Handel mit Metallen spezialisiert und versorgte die umliegenden Industriebetriebe mit Rohstoffen. Durch die ständig steigende Nachfrage an Metallen beteiligte sich die Metallgesellschaft unter Alexander Becker auch an verschiedenen Berg- und Hüttenwerken, am Erz- und Metallhandel sowie an Betrieben der Metallverarbeitung im In- und Ausland.
Er nahm am Ersten Weltkrieg im Husaren-Regiment Nr. 17 teil, war Adjutant der Inspektion der Ersatz-Eskadrons in Hannover.  Am Ende des Krieges wurde er als Oberleutnant der Reserve entlassen und war ein Kriegskamerad von Rudolf Oetker. Letzterer verschaffte ihn 1927 einen Posten im Aufsichtsrat seiner Firma (CFB).
Der Unternehmer Richard Kaselowsky war ein Vertrauter von Alexander Becker, für den er gelegentlich als Unterhändler tätig war.
1929 war Alexander Becker bereits Direktor der Metallgesellschaft A.G.
Alexander Becker wohnte in Frankfurt am Main, Arndtstraße 49.